# Попов, Владимир Александрович (генерал)
Владимир Александрович Попов (1857, Вологодская губерния — не ранее 1917) — русский морской офицер, генерал-майор Корпуса гидрографов, во время Цусимского сражения командовал крейсером «Владимир Мономах».

## Биография
Сын коллежского советника.
- 13 сентября 1873 — Принят в Морской кадетский корпус.
- 2 ноября 1876 — Унтер-офицер.
- 20 мая 1877 — Приписан к 1-му флотскому экипажу.
- 30 августа 1877 — Гардемарин.
- 30 августа 1878 — Мичман.
- 27 марта 1879 — Командир 7-й роты монитора «Броненосец».
- 1 января 1883 — Лейтенант.
- 21 сентября 1883 — Ревизор клипера «Крейсер». Совершил плавание на Дальний Восток.
- 15 августа — 15 октября 1886 — В командировка как и. д. командира шхуны «Крейсерок».
- 10 февраля 1888 — Командир 9-й роты клипера «Пластун» (Кронштадт)
- 2 мая 1889 — Командир 6-й роты корвета «Скобелев» (3-й флотский экипаж).
- 1 сентября 1890 — 5 ноября 1893 — Командир парохода «Рыбка».
- 1 января 1894 — Приписан к 9-му флотскому экипажу.
- 5 марта 1894 — Старший офицер минного крейсера «Воевода».
- 2 октября 1895 — Старший офицер канонерской лодки «Храбрый».
- 6 декабря 1895 — Капитан 2-го ранга.
- 13 января 1897 — Старший офицер крейсера «Владимир Мономах».
- 2 октября — 8 ноября — Врид командира миноносца № 117 для отвода его на зимовку в Либавский порт.
- 6 декабря 1899 — Командир минного крейсера «Лейтенант Ильин» (10-й флотский экипаж).
- 1 января 1901 — 6 декабря 1903 — Командир учебного судна «Воин».
- 4 сентября 1902 — Заведующий Кронштадтской школой писарей и содержателей.
- 28 марта 1904 — Капитан 1-го ранга.
- В составе членов Военно—морского суда.
- 8 ноября 1904 — Командир 9-го флотского экипажа и крейсера «Владимир Мономах».
- Участвовал в Цусимском походе и сражении.
- 26 декабря 1905 — Командир 9-го флотского экипажа.
- 29 ноября 1906 — Командир 1-го флотского экипажа.
- Председатель ревизионной комиссии Общества кронштадтских лоцманов.
- 29 сентября 1909 — Лоц-командир Общества кронштадтских лоцманов.
- 6 декабря 1909 — Генерал-майор по адмиралтейству.
- 4 февраля 1913 — В корпусе гидрографов.

## Отличия
- Орден Святого Станислава III степени (15.5.1883)
- Орден Святой Анны III степени (1.1.1888)
- Орден Святого Станислава II степени (6.12.1894)
- Орден Святой Анны II степени (6.12.1897)
- Французский орден Почетного легиона (27.5.1902)
- Орден Святого Владимира IV степени с бантом (23.12.1903) «за выслугу»
- Орден Святого Владимира III степени с мечами (8.1.1907)
- Светло-бронзовая медаль «В память войны 1904—1905 годов» (27.2.1907)
- Орден Святого Станислава I степени (25.3.1912)
- Медаль в ознаменование 200-летия победы при Гангуте (28.2.1915)

## Семья
- Супруга: Вдова капитана 2-го ранга Храбро-Василевского Мария Тихоновна.
- Дети:
  - Николай (20.10.1895)
  - Дмитрий (27.3.1903)
  - Татьяна (12.7.1901)
- Отец: Попов Александр Васильевич,1824 г.р.,коллежский советник, нотариус г. Вологды.
  - Брат: Попов Николай Александрович, 1847 г.р., г. Вологда.
  - Брат: Попов Анатолий Александрович, 1865 г.р., г. Вологда, нотариус г. Вологды,
  - жена Попова (Глубоковская) Аполинария Васильевна,
    - дети:
    - Александра (муж — Александр Владимирович Ильютович, дети: Андрей, Ирина, Зоя),
    - Иван (жена — Надежда Ивановна Попова, дети: Вероника),
    - Нина (муж — Владимир Евгеньевич Дмитриевский, дети: Ирина),
    - Ольга (муж Феодосий Захарченко, дети: Юрий),
    - София (умерла в младенчестве).

  - Брат: Попов Сергей Александрович, 1869 г.р., г. Вологда, нотариус г. Грязовец, Вологодской губернии, холост.